# Pelagia (Germaanse)
Pelagia (ca. 410/451) was de vrouw van twee vooraanstaande Romeinse generaals uit haar tijdperk, Bonifatius en Aëtius.

## Biografie
Omtrent Pelagia worden we geïnformeerd in de brieven van Sidonius Apollinaris en in de kroniek van Marcellinus Comes. Zij was afkomstig uit een vooraanstaande familie, van Germaanse afkomst, hoogst waarschijnlijk Vandalen. Van huis uit Ariaanse christen, bekeerde ze zich tot het katholicisme voordat ze trouwde met de invloedrijke generaal Bonifatius (welk huwelijk plaatsvond vóór 427/429; voor Bonifatius was het het tweede huwelijk). Ze kregen samen een dochter.
Omstreeks 432 toen Bonifatius overleed, erfde Pelagia diens omvangrijke vermogen. Bonifatius stierf nadat hij gewond raakte in de zegevierde strijd tegen zijn rivaal Aëtius. Volgens de kroniek van Marcellinus liet Bonifatius Pelagia op zijn sterfbed beloven dat ze alleen met Aëtius mocht hertrouwen, hetgeen ook gebeurde.
Met haar tweede echtgenoot Aëtius kreeg Pelagia een zoon, Gaudentius, geboren rond 440. Volgens Sidonius Appolaris was het aan Pelagia's invloed op haar echtgenoot te wijten dat de latere keizer Majorianus op een politiek zijspoor belandde. Om zijn politieke en imperiale aspiraties te beschermen overtuigde Pelagia Aetius ervan Majorianus te hinderen.